# Accursius

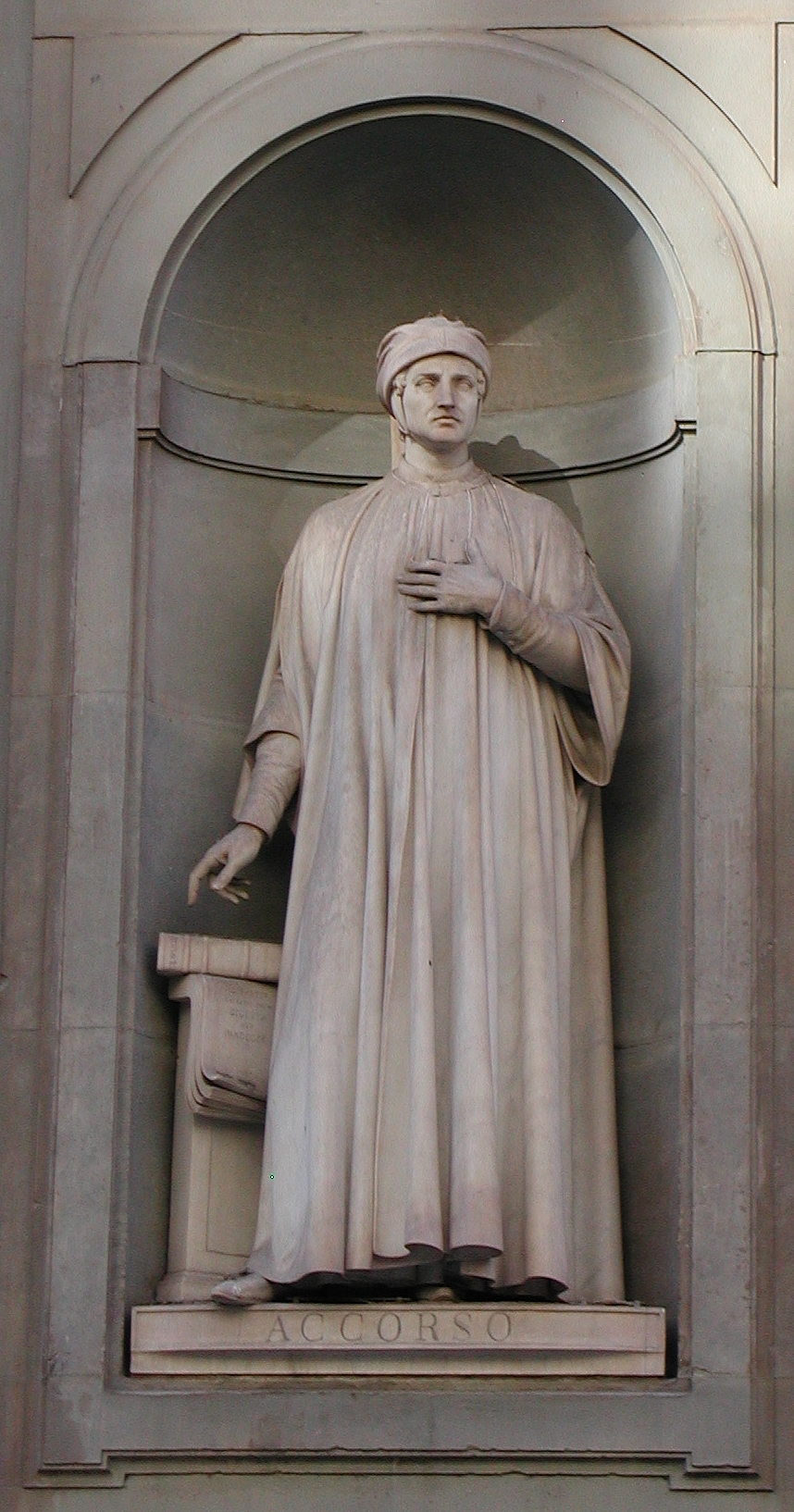
Accursius (Statue an den Uffizien in Florenz)

Accursius (* 1182/85 in Bagnolo all’Impruneta (Ortsteil von Impruneta) bei Florenz; † 1260/63 in Bologna) gehörte zur Gruppe der sogenannten Glossatoren.

## Leben
Accursius studierte an der Universität von Bologna Rechtswissenschaften. Einer seiner Lehrer war Azo. Ab etwa 1215 war Accursius dort selbst als Rechtslehrer tätig.
Er verfasste die so genannte Glossa ordinaria (Zusammenfassung der bis dorthin geschriebenen Glossen). Sie umfasst etwa 97.000 Randbemerkungen und stellte die ausführlichste aller Zusammenfassungen dar. Er wollte eine vollständige Erläuterung des justinianischen Corpus Iuris Civilis schaffen, die das Gesetzeswerk einheitlich und widerspruchsfrei wiedergibt. Die Glossa ordinaria erlangte in der Praxis teilweise gesetzesähnliche Kraft und stellte sich gleichsam vor den Text des Corpus Iuris Civilis: Demjenigen, der sich auf den Gesetzestext berief, um gegen die Glossa ordinaria zu argumentieren, konnte entgegnet werden, dass es anmaßend sei, zu glauben, man könne den Text besser als Accursius verstehen („Quidquid non agnoscit glossa, non agnoscit curia“ – Was die Glossa ordinaria nicht anerkennt, erkennt [auch] das Gericht nicht an). Mit Accursius und seinem monumentalen Werk, welches um 1230 fertiggestellt worden war, endet die Glossatorenschulentätigkeit. Accursius’ Werk wurde aber bis zum 18. Jahrhundert in der juristischen Praxis aufgegriffen.
Der in späteren Quellen dem Accursius zugeschriebene Vorname „Franciscus“ hat, wie andere Beinamen („Bonus“, „Azoninus“) auch, keine historische Grundlage. Mehrere seiner Söhne sind ebenfalls als Juristen tätig geworden. Unter ihnen ist Franciscus (* um 1225), der auch am englischen Königshof unter Eduard I. tätig war, der Bedeutendste. Zur Unterscheidung von seinem Vater wird er Franciscus Accursii genannt, d. h. Franciscus (Sohn) des Accursius. Dante zählt Franciscus zu den Sodomiten in der Hölle (Inferno V, 109).

## Grablege

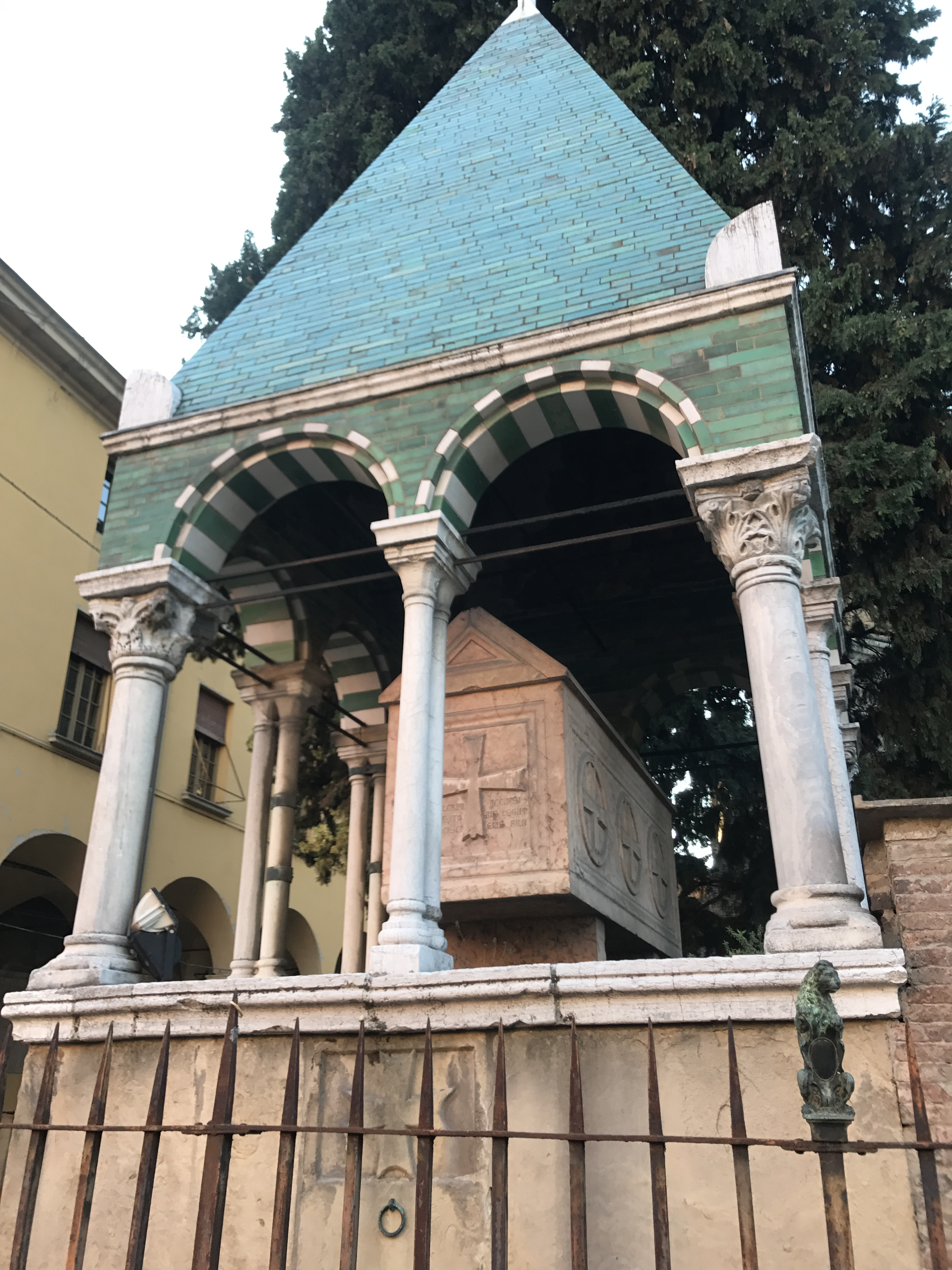
Accursius’ Grabmal an der Basilica San Francesco in Bologna.

Accursius’ Grab liegt im Außenbereich der Basilica San Francesco in Bologna. Dort liegt er in einem Mausoleum mit seinem Sohn Franciscus. Daneben liegt in einem gleichartigen Grabmal sein Schüler Odofredus.

## Werke
- Corpus iuris civilis: Digesta Justiniani. Infortiatum. Mit der Glossa ordinaria des Accursius und mit Summaria des Hieronymus Clarius. Venedig: Baptista de Tortis, 1495. Digitalisierte Ausgabe der Universitäts- und Landesbibliothek Düsseldorf (nur Infortiatum; Accursius und spätere Anmerkungen)
- Corpus iuris civilis : Justiniani Institutiones. Mit der glossa ordinaria des Accursius. Michael Wenßler, Basel 31. V. 1476, vielmehr um 1477 (Digitalisat)
- Corpus iuris civilis : Justiniani Institutiones. Mit der glossa ordinaria des Accursius. Basel : Nikolaus Keßler, 1487/88 (Digitalisat)
- Corpus iuris civilis Iustinianei, cum commentariis Accursii, scholiis Contii et D. Gothofredi lucublationibus ad Accursium. Lyon: 1627. Digitalisierte Ausgabe Lyon 1627 der Universitätsbibliothek Heidelberg (Accursius und spätere Anmerkungen)
- Neudruck der Glossa ordinaria Accursii in: Corpus glossatorum juris civilis. Bd. 7: Accursii Glossa in Digestum vetus, Torino: 1969; Bd. 8: Accursii Glossa in Digestum infortiatum, Torino: 1968; Bd. 9. Accursii Glossa in Digestum novum, Torino: 1968; Bd. 10: Accursii Glossa in Codicem, Torino: 1968; Bd. 11: Accursii Glossa in Volumen, Torino: 1969.